# L'Unione Sarda
(dicitura sulla parte superiore della Prima Pagina)
L'Unione Sarda è il più antico e diffuso quotidiano della Sardegna; è stato fondato nel 1889 ed è stato il secondo quotidiano al mondo ad essersi dotato di un sito Internet, dopo il Washington Post. Il sito è attivo dal 31 luglio 1994, e originariamente riassumeva la prima pagina del quotidiano con qualche approfondimento.

## Storia

### Nascita
L'Unione Sarda nasce ufficialmente il 13 ottobre 1889 come "Giornale settimanale politico, amministrativo, letterario", per iniziativa di intellettuali e politici cagliaritani, quali Francesco Cocco Ortu, Enrico Lai, Alberto Castoldi, Salvatore Parpaglia, Antonio Cao Pinna e Pasquale Prunas-Tola. Tuttavia vi sono registrati almeno tre primi numeri: il 6 ottobre 1889 esce un numero di saggio, il 13 ottobre 1889 il primo numero settimanale e il 17 dicembre 1889 il primo numero quotidiano. Molti ricercatori ritengono a questo proposito che la data del 13 ottobre fosse prefissata da molto tempo, e che si sia anticipata di una settimana a causa di un violento nubifragio che il giorno prima aveva devastato il Campidano.
Tuttavia, sia per la presenza di un articolo su ciò solo nell'ultima pagina sia per l'annuncio su un altro giornale cagliaritano, L'avvenire di Sardegna, dell'esordio del l'Unione Sarda, fanno supporre che ciò sia solo una coincidenza. Per alcuni studiosi inoltre il giornale sarebbe nato in realtà solo come uno strumento per la campagna elettorale delle comunali del 1890, vinte poi da Ottone Baccaredda. Come settimanale esce la domenica, ma dopo solo nove numeri, dal 17 dicembre 1889 diventa quotidiano e segue una linea politica liberale.
La prima sede è in un piccolo appartamento dell'attuale via Gaetano Cima, di fronte alla Tipografia Timon in cui veniva stampato il quotidiano. Dopo due anni il giornale si trasferisce in una palazzina nell'attuale viale regina Margherita, dove prende avvio anche la Tipografia dell'Unione Sarda, abbandonando la collaborazione con la tipografia Timon la quale, pur essendo stata precedentemente una delle migliori stamperie italiane e tecnologicamente più avanzate, in quegli anni era ormai in stato di quasi abbandono imprenditoriale: i macchinari o erano antiquati o erano lasciati a se stessi, e non vi era da parte dei proprietari nessun interesse a portare migliorie.
Successivamente molti macchinari e mobili della Tipografia Timon saranno acquistati dal L'Unione Sarda; questi ora fanno parte della collezione storica (220 anni di stampa in Sardegna), del tipografo Mariano Deidda, nel 2011 è stata esposta una parte nella Mediateca del Mediterraneo di Cagliari. Il quotidiano riscuote un grande successo di pubblico provocando la chiusura di altri giornali cagliaritani, tra cui L'Avvenire di Sardegna.

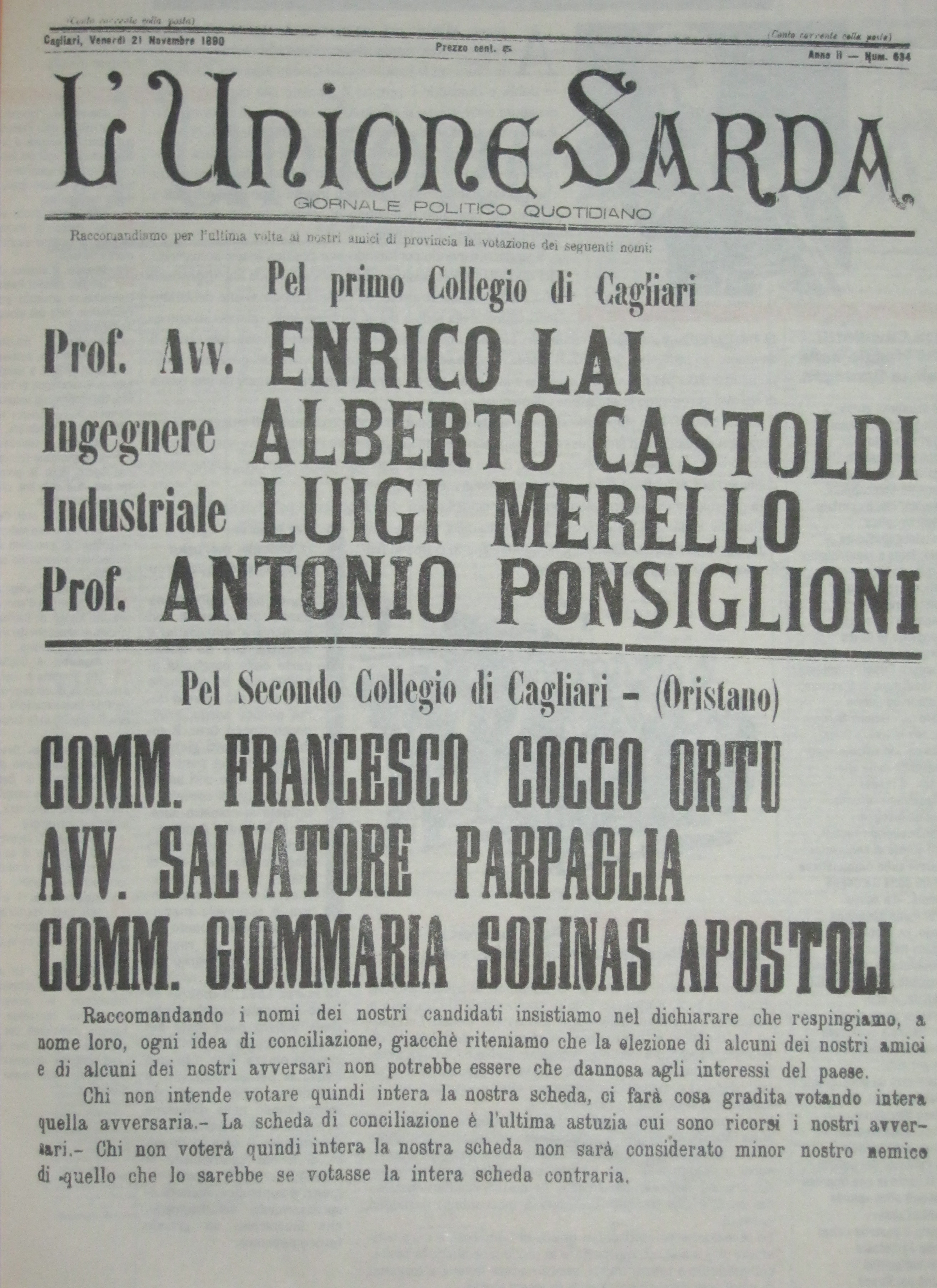
L'Unione sarda del 21 novembre 1890.

L'Unione Sarda in occasione del Plebiscito del 1929.

Nel 1903 nasce un conflitto all'interno della proprietà, che porterà a uno stravolgimento della linea politica, diventando contro Cocco Ortu e appoggiando invece Ottone Baccaredda. Nel 1914 la redazione e la tipografia dell'Unione Sarda si trasferiscono nella storica sede di viale Regina Elena (abbandonata nel 2011), in un edificio già sede della Società Tipografica Sarda. Allo scoppio della prima guerra mondiale il quotidiano presenta posizioni interventiste, e con la fine del conflitto e la diffusione di idee socialiste e comuniste, antisocialiste.

### L'Unione di Sorcinelli
La crisi all'interno della proprietà aumenta e nel 1920 la maggioranza delle azioni de L'Unione Sarda vengono acquistate dall'imprenditore Ferruccio Sorcinelli, che accetta l'offerta di Luigi Congiu, a nome degli altri soci. Proprietario di alcune miniere di carbone nel Sulcis, tra cui quella di Bacu Abis, fu un fascista della prima ora, cosicché durante il fascismo il giornale si allinea alla politica del regime, assumendo inoltre una linea fortemente antisardista e contro il leader Emilio Lussu (fu Sorcinelli a definire Rossomori i sardisti, nome recentemente ripreso dai sardisti fuoriusciti dal Partito Sardo d'Azione), anche quando si profilava la via del Sardofascismo, la fusione cioè tra sardisti e fascisti. Tale linea editoriale, favorita anche dal direttore Francesco Caput, portò nel gennaio del 1924 alla chiusura del giornale, che riaprì nell'aprile 1924 dopo il passaggio della direzione da Caput a Raffaele Contu, che si allineò totalmente con la politica del regime, soprattutto dopo la morte nel 1925 di Ferruccio Sorcinelli.
Nel 1943, a causa dei bombardamenti che colpirono pesantemente il capoluogo sardo, il giornale non uscì da marzo a novembre, quando il Comitato di Liberazione Nazionale requisì il giornale e ricominciò le pubblicazioni. La direzione fu in questo periodo affidata a Jago Siotto, avvocato socialista nominato lo stesso anno segretario provinciale del Comitato di Concentrazione antifascista. Nel 1946 il quotidiano tornò nella piena proprietà della famiglia Sorcinelli.
Nel 1954 diventa direttore Fabio Maria Crivelli. La presidenza del Consiglio di Amministrazione fu affidata al commercialista cagliaritano Andrea Borghesan fino agli anni novanta.

### L'Unione di Rovelli
Alla fine degli anni sessanta, nel 1967, la famiglia Sorcinelli cede le proprie azioni a Giuliano Salvadori del Prato. Secondo molti tuttavia il vero proprietario de L'Unione Sarda è Nino Rovelli, imprenditore nel settore petrolchimico che aveva acquisito nello stesso periodo l'altro quotidiano sardo, La Nuova Sardegna, con l'intenzione di garantirsi il maggiore sostegno possibile alle sue industrie. Questo monopolio nel settore dell'editoria sarda provocò la nascita di un nuovo quotidiano, Tuttoquotidiano, che si proponeva come alternativa ai due giornali - ritenuti di sinistra - promosso da vari personaggi vicini alla destra sarda.
Nello stesso periodo, a causa di divergenze con la proprietà, si dimise il direttore Fabio Maria Crivelli.

### L'Unione di Grauso
Nel 1985 vi è un ulteriore cambiamento di proprietà: il quotidiano viene acquistato da Nicola Grauso, giovane imprenditore cagliaritano già editore di Videolina e Radiolina, da lui stesso fondate alcuni anni prima. Pur essendo il più diffuso quotidiano dell'isola, L'Unione Sarda non ha ancora cambiato i suoi antiquati mezzi di stampa. Infatti è tra i pochi in Italia che viene ancora stampato con le macchine a piombo e le linotypes. Si ricordano le sapienti mani di Nunzio Costa che per tutta la prima metà del secolo ha guidato e formato la squadra dei linotipisti. Di lui si ricorda un aneddoto in epoca fascista: a seguito di un furto in un’abitazione la cronaca fu stampata riportando che i ladri entrarono con i piedi “fascisti” invece che “fasciati” come si usava dire all’epoca. Non manco’ un inseguimento sui tetti del quartiere di Villanova da parte dei fascisti ai danni di Costa ed una rovinosa caduta di quest’ultimo con tanto di frattura degli arti. La vicenda si concluse così, in quanto durante la convalescenza, i fascisti venivano abitualmente accolti da moglie e cognata di Costa (Marini, operaie della Manifattura Tabacchi, cugine delle manifestanti nello sciopero contro il sindaco Bacaredda) con le amorevoli attenzioni di mattarelli e scope.
In poco tempo il quotidiano viene profondamente modernizzato, con l'elettrificazione e la telematizzazione della stampa che sostituisce la stampa a piombo; viene costruito un moderno impianto in viale Elmas, vicino all'aeroporto, con due rotative off-set dove è possibile stampare il quotidiano per 40 pagine anche a colori, e la possibilità di stampare i quotidiani nazionali ricevibili in via telematica. In questo periodo aumenta anche la vendita del giornale, arrivando a toccare le 100 000 copie vendute, collocandosi così tra i principali quotidiani italiani. Nel 1994 L'Unione Sarda è il primo quotidiano europeo a dotarsi di un sito Internet. Nel 1999 Nicola Grauso è costretto a cedere L'Unione Sarda a Sergio Zuncheddu, insieme alle altre aziende del gruppo, in seguito alle vicende legate al sequestro di Silvia Melis. A questo proposito Grauso dichiarò: «Le mie aziende furono commissariate pur non avendo un decreto ingiuntivo ed un sequestro. La semplice azione di commissariamento e l'intenzione della magistratura di volermi sottrarre giornale, radio e tv furono sufficienti a destabilizzare le aziende e a farmi perdere il fisiologico sostegno da parte del sistema finanziario. Dovetti vendere per 120 miliardi tutto il gruppo a Sergio Zuncheddu».

### L'Unione di Zuncheddu
Attualmente è quindi proprietario Sergio Zuncheddu, che ha portato avanti il processo di modernizzazione del quotidiano iniziato da Grauso, con la costruzione nel 2002 di un nuovo centro stampa a Elmas, vicino al precedente, la leggera riduzione del formato, più simile ad altri quotidiani nazionali come il Corriere della Sera; nel 2011 è avvenuto il trasferimento della redazione a Santa Gilla, nei nuovi palazzi costruiti dall'editore.
In occasione dell'edizione di Sa Die de sa Sardigna del 2012 l'Unione Sarda ha pubblicato, per la prima volta sulla sua prima pagina, un articolo interamente in sardo dedicato alla ricorrenza.

## Redazioni
Le redazioni sono a Cagliari, Nuoro, Olbia, Oristano, e Quartu Sant'Elena, gli uffici di corrispondenza a Carbonia, Iglesias, Lanusei, Macomer, Sanluri e Roma.
Il 12 febbraio 2011 è stata inaugurata a Cagliari piazza l'Unione sarda, nel nuovo centro residenziale realizzato dall'editore del quotidiano Sergio Zuncheddu.

## Politica
L'Unione Sarda nasce come quotidiano di area liberale. Dopo il fascismo, durante il quale il giornale cagliaritano si dichiara Quotidiano fascista della Sardegna, assume una politica di carattere moderato. Durante la proprietà Del Prato-Rovelli il giornale venne ritenuto avere tendenze di sinistra; ciò causò la nascita di un nuovo quotidiano, Tuttoquotidiano, vicino alla destra cagliaritana. Quando l'editore Nicola Grauso si candidò alle elezioni comunali di Cagliari prima e alle regionali poi, il quotidiano fa una forte campagna a suo favore, tanto che alle comunali riesce a ottenere il 10% dei consensi. Negli ultimi anni però, da quando è stato acquisito dall'imprenditore edile Sergio Zuncheddu, c'è stato un forte avvicinamento al centrodestra isolano.
Inoltre molti reputano che quando era governatore della Regione Sardegna Renato Soru il quotidiano abbia criticato più o meno esplicitamente il suo operato: secondo gli stessi ciò deriverebbe dal fatto che la Giunta guidata da Soru ha bloccato l'acquisizione da parte della Regione di uffici dello stesso Zuncheddu in costruzione a Santa Gilla, nell'area dell'ex cementeria.
Nel 2011, in occasione del referendum consultivo regionale sul nucleare, L'Unione Sarda si è ufficialmente schierata dalla parte del "Sì" contro il nucleare in Sardegna, promuovendo e attivando una campagna di informazione con adesivi e allegati.
La versione on-line dell'Unione Sarda invece è decisamente schierata a sinistra, ricevendo negli anni anche accuse di anti-berlusconismo: oggi sia la versione online che quella stampata sono schierate a destra date le recenti elezioni amministrative a Cagliari, che videro al ballottaggio per la carica di sindaco Massimo Zedda e Massimo Fantola, quest'ultimo fratello dell'attuale vice presidente dell'Unione Sarda.
Nel 2014, mentre era direttore Anthony Muroni, il giornale si è schierato contro l'occupazione militare della Sardegna, pubblicando articoli in supporto della manifestazione tenutasi presso il poligono di Capo Frasca il 13 di settembre di quell'anno, organizzata a seguito dello scandalo causato dall'incendio che vi si era sviluppato all'interno a causa delle esercitazioni, e delle immagini e del video che aveva pubblicato il giornalista e deputato Mauro Pili. Il 9 settembre il giornale ha regalato, in allegato con ogni numero, un poster con la scritta "NO SERVITÙ" e il 12, giorno precedente alla manifestazione, una bandiera con la stessa scritta.
Nel 2024 la testata (sotto la direzione di Emanuele Dessì), dà spazio agli editoriali e alle inchieste dell'ex Presidente della Regione Sardegna Mauro Pili, e il giornale si schiera attivamente, con articoli dalla cadenza giornaliera, contro i progetti di transizione energetica previsti per la Regione, andando a sostenere una proposta di legge, denominata "Pratobello 2024", e richiamante la protesta del 1969, volta a bloccare i progetti di aerogeneratori previsti per la regione.

## Direttori

### Dopoguerra
- Fabio Maria Crivelli, 1º gennaio 1954-31 dicembre 1976
- Gianni Filippini, 1º gennaio 1977-1º marzo 1986
- Fabio Maria Crivelli, 2 marzo 1986-30 aprile 1988
- Massimo Loche, 1º maggio 1988- 3 luglio 1989
- Arturo Clavout, 4 luglio 1989-6 aprile 1994
- Antonangelo Liori, 7 aprile 1994-1º agosto 1999
- Bachisio Bandinu, 2 agosto 1999-7 settembre 2000
- Mario Sechi, 8 settembre 2000-9 novembre 2001
- Roberto Casu, 10 novembre 2001-1º settembre 2003
- Claudio Mori, 2 settembre 2003-27 settembre 2004
- Dionisio Mascia, 28 settembre 2004-19 marzo 2005
- Paolo Figus, 20 marzo 2005-8 giugno 2013 (direttore editoriale Gianni Filippini)
- Anthony Muroni, 8 giugno 2013-settembre 2016
- Emanuele Dessì, settembre 2016-in carica

## Collaboratori
Il giornale si è sempre avvalso di collaboratori esterni, specie per la cultura e gli spettacoli. Alcuni collaboratori storici sono, oltre a Raffa Garzia che ne è stato direttore e Antonio Gramsci per il primo Novecento, poi Francesco Alziator, Francesco Masala, Giovanni Lilliu, Giuseppe Fiori, Giulio Angioni, Manlio Brigaglia.

## Piazza L'Unione Sarda
Piazza L'Unione Sarda è stata inaugurata a Cagliari il 12 febbraio 2011 e rientra in un progetto edilizio, più volte contestato, dell'imprenditore Sergio Zuncheddu. Donata al rione e alla città di Cagliari, la piazza sorge sullo spazio della cementeria della Italcementi, demolita nell'agosto del 2003, e nei palazzi che vi sono stati costruiti si è spostata da sabato 26 novembre 2011 la sede dell'Unione Sarda e di Videolina.

## Diffusione
| Anno fa | Copie vendute |
| ------- | ------------- |
| 2018    | 34 546        |
| 2008    | 67 058        |
| 2007    | 65 992        |
| 2006    | 63 537        |
| 2005    | 61 129        |
| 2004    | 67 135        |
| 2003    | 63 794        |
| 2002    | 64 736        |
| 2001    | 67 047        |
| 2000    | 67 209        |
| 1999    | 64 350        |
| 1998    | 65 023        |
| 1997    | 66 609        |
| 1996    | 64 509        |

Dati Ads - Accertamenti Diffusione Stampa